# Lesseps (Metro Barcelona)
Lesseps ist der Name einer Tunnelstation der Metro Barcelona. Sie befindet sich im Stadtbezirk Gràcia. Die Station wird von der Metrolinie 3 bedient und ist nach dem an der Station liegenden Plaça de Lesseps bzw. dem Diplomaten Ferdinand de Lesseps benannt. Die Haltestelle wird vor allem von Touristen, die den Park Güell besichtigen möchten, genutzt.
Die Station wurde 1924 als Endhaltestelle der Gran Metro de Barcelona eröffnet. Seit der Reorganisierung der Linien und Haltestellennamen im Jahr 1982 ist die Station Teil der Linie 3 und seit der Erweiterung 1985 bis Montbau ein Durchgangsbahnhof.
Aktuell wird die Station Lesseps für die neuen Linien L9 und L10 erweitert. Mit einer Inbetriebnahme wird 2029 gerechnet.